# Добє (Гросуплє)
Добє (словен. Dobje) — поселення в общині Гросуплє, Осреднєсловенський регіон, Словенія. Висота над рівнем моря: 395,1 м.